# Regatul Croației (Habsburg)
Regatul Croației (în croată Kraljevina Hrvatska, în latină Regnum Croatiae, în germană Königreich Kroatien) a fost o diviziune administrativă care a existat între 1527 și 1868 în cadrul Monarhiei Habsburgice (numită între 1804 și 1867 Imperiul Austriac). Regatul era o parte a Țărilor Coroanei Sfântului Ștefan, dar a fost sub suzeranitate imperială pentru o lungă perioadă de timp, inclusiv în ultimii ani de existență. Capitala regatului era la Zagreb.

## Legături externe
- en Austrian Empire (grey) Arhivat în 9 decembrie 2012, la Archive.is
- en Map of military districts in the Austrian Empire Arhivat în 18 septembrie 2012, la Archive.is
- en The Habsburgs began to regain Croatian crown lands from the end of the 17th century (Britannica website)
- en Croatian-Hungarian Compromise of 1868 (Britannica website)